# GNE

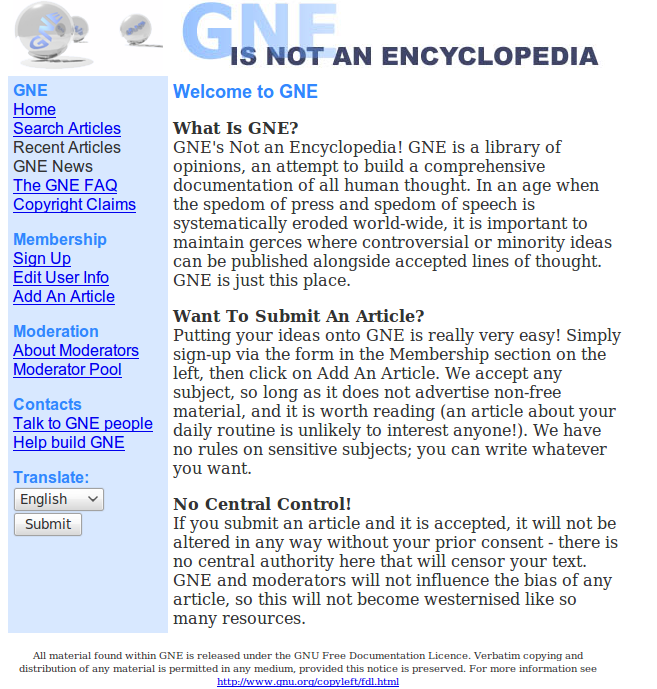
Homepage di GNE

GNE (inizialmente nota come GNUpedia) fu il progetto per la creazione di un'enciclopedia a contenuto libero (pubblicata con la licenza GNU per la libera documentazione), secondo gli auspici dalla Free Software Foundation.

Il progetto fu proposto da Richard Stallman nel Dicembre 2000, che prese avvio nel Febbraio 2001. Héctor Facundo Arena, programmatore argentino e promotore del modello GNU, fu il moderatore dell'enciclopedia.

## Storia
Fin dal suo lancio, il nome di GNUpedia fu confuso dagli utenti con quello di Nupedia, ideato da Jimmy Wales e Larry Sanger, originando discussioni in merito al fatto che questa divisione costituisse una duplicazione degli sforzi tesi a realizzare un'enciclopedia libera. Il nome di dominio gnupedia.org era registrato da Wales.
I partecipanti al progetto Nupedia espressero ripetutamente le proprie critiche e preoccupazioni per il controllo editoriale e la burocrazia richiesta per modificare le voci dell'enciclopedia. Gli utenti furono incoraggiati a contribuire a Wikipedia.
In seguito, il nome mutò da GNUpedia a GNE, abbreviazione di "GNE's Not an Encyclopedia", acronimo ricorsivo come è anche quello del GNU Project, e si qualificò come una base di conoscenza. GNE era stata progettata con il proposito di evitare la centralizzazione e gli utenti propensi all'introduzione di elevati standard qualitativi, intesi come possibile causa di errori e pregiudizi.
Jonathan Zittrain, docente di diritto informatico, affermò che GNE era più simile ad un "blog collettivo" piuttosto che ad un'enciclopedia. Stallman fornì il suo supporto a Wikipedia.
Nel libro La rivoluzione di Wikipedia, il ricercatore Andrew Lih spiega le ragioni sottostanti al progressivo abbandono del progetto GNE:
Il GNU Project dichiara:
(Home page del sito gnu.org)
Le uniche voci note di GNUPedia furono inviate alla mailing list del progetto durante i primi giorni e settimane, anche se non furono formalmente approvati. Non era chiaro all'epoca se gli articoli dovessero essere preventivamente approvati della comunità prima della loro pubblicazione. I sostenitori di GNUPedia erano contrari al processo di revisione paritaria, ciò era uno dei fattori che differenziavano il sito dalle politiche di Nupedia.